# اينو ماساناو
اينو ماساناو (باليابانية: 井上正直؛ بالكانا: いのうえ まさなお) هو ساموراي ياباني، ولد في 26 نوفمبر 1837، وتوفي في 9 مارس 1904.